# Hampton Fancher
Hampton Lansden Fancher (nascut el 18 de juliol de 1938) és un actor, guionista estatunidenc, i el cineasta, que va coescriure el neo-noir de ciència-ficció de 1982 Blade Runner i la seva seqüela de 2017 Blade Runner 2049, basat en la novel·la Els androides somien xais elèctrics? de Philip K. Dick. El seu debut com a director l'any 1999, The Minus Man, va guanyar el Gran Premi Especial del Jurat al Festival Internacional de Cinema de Montreal.
Viu al districte de Brooklyn Heights de Nova York.

## Primers anys
Fancher va néixer d'una mare mexicana ai un pare angloestatunidenc, metge, a East Los Angeles (Califòrnia). Als 15 anys va fugir a Espanya per convertir-se en ballarí de flamenc i es va rebatejar com a "Mario Montejo". Després de la ruptura del seu matrimoni amb Joann McNabb, es va casar amb Sue Lyon de 1963 a 1965.

## Carrera
El 1959, Fancher va aparèixer a l'episodi "Misfits" de la sèrie de televisió western de l'ABC The Rebel .
Fancher va interpretar al diputat Lon Gillis en set episodis del western d'ABC Black Saddle amb Peter Breck. Va protagonitzar altres westerns: Have Gun, Will Travel, Tate, Stagecoach West, Outlaws, Maverick (a l'episodi de la quarta temporada "Last Stop: Oblivion"), Lawman, Temple Houston, Cheyenne (episodi de 1961 "Incident a Dawson Flats"), i també Bonanza (episodi de 1966 "A Dollar's Worth of Trouble"). El 1967, Fancher va actuar com a estrella convidada a Mannix a l'episodi "Turn Every Stone".
Fancher va aparèixer a dues pel·lícules de Troy Donahue, Parrish de 1961 i Rome Adventure de 1962, i va interpretar a Larry Wilson a l'episodi de 1963. "Little Richard" de la sèrie d'antologia de la CBS GE True, dirigida per Jack Webb.. El 1965 , va interpretar el paper de Hamp Fisher a l'episodi "The Case of the Silent Six" de Perry Mason. Fancher va actuar en més de 50 pel·lícules i programes de televisió. Durant aquest temps, també va tenir relacions amb una varietat de dones, incloses Barbara Hershey i Teri Garr. Tot i que va mostrar interès per l'escriptura de guions, Fancher va trigar fins a 1977 a fer-hi una transició plena. Continua actuant ocasionalment.
Després d'intentar optar a la novel·la de ciència-ficció de Philip K. Dick de 1968 Els androides somien xais elèctrics? l'any 1975, i sense poder assegurar-se els drets, Fancher va enviar el seu amic Brian Kelly, un potencial productor de cinema, per negociar amb Dick. Dick va acceptar, i Fancher va ser contractat per escriure un guió abans que Kelly obtingués el suport del productor Michael Deeley.Això va fer que Fancher fos el productor executiu, la qual cosa va provocar desacords amb el director eventual Ridley Scott, que després va portar a David Peoples per continuar reelaborant el guió. Scott i Fancher ja s'havien enfrontat pel que fa a la pel·lícula, ja que Scott considerava que el guió original no explorava prou el món de la pel·lícula, i va optar per centrar-se en el drama interior. El procés de reescriptura de Fancher va ser massa lent per a l'equip de producció, que el va anomenar "Happen Faster". La pel·lícula es va rodar i es va estrenar finalment com Blade Runner (1982).
Fancher va escriure dues pel·lícules després de Blade Runner. The Mighty Quinn (1989) protagonitzada per Denzel Washington i The Minus Man (1999) rotagonitzada per Owen Wilson. Fancher també va dirigir aquesta última. Més recentment, va escriure la història i va coescriure, amb Michael Green, el guió de Blade Runner 2049 (2017), una seqüela de la pel·lícula de 1982.
A principis de la dècada de 1980, Fancher vivia fora de Los Angeles a Topanga Canyon. Fancher va aparèixer en un cameo a la pel·lícula independent Tonight at Noon (2009), dirigida per Michael Almereyda i protagonitzada per Rutger Hauer.
El 2019, Fancher va publicar The Wall Will Tell You, un manual d’escriptura de guió. El llibre es basa en les seves experiències personals.

## Treball posterior
Fancher va oferir comentaris de veu en off per a l'edició de The Criterion Collection d'extres en DVD de les adaptacions de la pel·lícula negra del conte curt d'Ernest Hemingway "The Killers ", que incloïa les versions 1946, 1956 i 1964.
La seva vida va ser el tema de Escapes, un documental dirigit per Michael Almereyda i amb Wes Anderson com a productor executiu.

## Filmografia

### Cinema
| Any  | Títol                          | Paper                 | Notes                          |
| ---- | ------------------------------ | --------------------- | ------------------------------ |
| 1958 | The Brain Eaters               | Zombie (no acreditat) |                                |
| 1961 | Parrish                        | Edgar Raike           |                                |
| 1962 | Rome Adventure                 | Albert Stillwell      |                                |
| 1965 | The Incredible Sex Revolution  | Harold Morton         |                                |
| 1970 | Mir hat es immer Spaß gemacht  | Gino                  |                                |
| 1975 | The Other Side of the Mountain | Lee Zadroga           |                                |
| 1976 | Supervivientes de los Andes    | Hampton               |                                |
| 1982 | Blade Runner                   |                       | Guionista i productor executiu |
| 1989 | The Mighty Quinn               |                       | Writer                         |
| 1999 | The Minus Man                  |                       | Director i guionista           |
| 2005 | Men's League                   | Cameo desconegut      | Curtmetratge                   |
| 2009 | Tonight at Noon                | Ell mateix            | Cameo                          |
| 2010 | Hands & Eyes                   | El crític d’art       | Curtmetratge                   |
| 2017 | 2036: Nexus Dawn               |                       | Guionista; Curtmetratges       |
| 2017 | 2048: Nowhere to Run           |                       | Guionista; Curtmetratges       |
| 2017 | Blade Runner 2049              |                       | Writer                         |

## Televisió
| Any(s)    | Títol                           | Paper(s)                                       | Notes                                      |
| --------- | ------------------------------- | ---------------------------------------------- | ------------------------------------------ |
| 1958-1960 | Have Gun - Will Travel          | Ben Dawes / Beau Crommer / Keith Loring        | 3 episodis                                 |
| 1959      | Zane Grey Theater               | Linc                                           | episodi ''Deadfall''                       |
| 1959      | Alcoa Presents: One Step Beyond | Tim Plunkett                                   | episodi ''The Burning Girl''               |
| 1959      | The D.A.'s Man                  | Danny Wilder                                   | episodi ''Out of Town''                    |
| 1959      | The Lineup                      | Rivers                                         | episodi ''Wake Up to Terror''              |
| 1959      | Law of the Plainsman            | Harver                                         | episodi ''A Matter of Life and Death''     |
| 1959      | The Rebel                       | Bull                                           | episodi ''Misfits''                        |
| 1959-1960 | Black Saddle                    | Orv Tibbett / Deputy Gillis / Lon Gillis       | 7 episodis                                 |
| 1959-1965 | Gunsmoke                        | Pistoler / Dunc Hedgepeth / Clem / Milton Clum | 4 episodis                                 |
| 1960      | The Detectives                  | Frankie                                        | episodi ''Time and Tide''                  |
| 1960      | Father Knows Best               | Rudy Kissler                                   | episodi ''Blind Date''                     |
| 1960      | Tate                            | Coley                                          | episodi ''Quiet After the Storm''          |
| 1960      | Outlaws                         | Mike Duane                                     | episodi ''Shorty''                         |
| 1961      | Cheyenne                        | Jasper Dawson                                  | episodi ''Incident at Dawson Flats''       |
| 1961      | The Best of the Post            | Desconegut                                     | episodi ''Frontier Correspondent''         |
| 1961      | Stagecoach West                 | Adam                                           | episodi ''Not in Our Stars''               |
| 1961      | Maverick                        | Tate McKenna                                   | episodi ''Last Stop: Oblivion''            |
| 1961      | Lawman                          | Lester Beason                                  | episodi ''Conditional Surrender''          |
| 1961      | The Rifleman                    | Corey Hazlitt                                  | episodi ''The Decision''                   |
| 1962-1964 | Rawhide                         | Billy Hobson / Jake Hammerklein                | 3 episodis                                 |
| 1963      | GE True                         | Larry Wilson                                   | episodi ''Little Richard''                 |
| 1963      | Temple Houston                  | Jim Stocker                                    | episodi ''The Third Bullet''               |
| 1963      | Death Valley Days               | Ned Murphy                                     | episodi ''The Red Ghost of Eagle Creek''   |
| 1963-1964 | 77 Sunset Strip                 | Len / Chuck Gates Jr.                          | 2 episodis                                 |
| 1964      | The Great Adventure             | Fleming                                        | episodi ''Rodger Young''                   |
| 1964      | Arrest and Trial                | Raymond                                        | episodi ''Somewhat Lower Than the Angels'' |
| 1965      | Perry Mason                     | Hamp Fisher                                    | episodi ''The Case of the Silent Six"      |
| 1966      | The Fugitive                    | Homer                                          | episodi ''The 2130''                       |
| 1966      | Bonanza                         | Craig Bonner                                   | episodi ''A Dollar's Worth of Trouble''    |
| 1966      | The Road West                   | Gray Yeater                                    | episodi ''Piece of Tin''                   |
| 1966      | The Monroes                     | Carl Goff                                      | episodi ''Silent Night, Deadly Night''     |
| 1967      | Daniel Boone                    | Tad Arlen / Tinent Noland                      | 2 episodis                                 |
| 1967-1972 | Mannix                          | Cornwall Dover / Carl Loder (no acreditat)     | 2 episodis                                 |
| 1969      | Romeo und Julia '70             | Romeo Müller, Taxichauffeur                    | Mini-Series 2 episodis                     |
| 1969-1972 | Adam-12                         | Philip Bartell / Ray                           | 2 episodis                                 |
| 1973      | Of Men and Women                | Ell mateix                                     | Unsold pilot Segment ''The Interview''     |
| 1974      | Get Christie Love!              | Rod                                            | episodi ''Get Christie Love!''             |
| 1974      | The Stranger Who Looks Like Me  | Adoptive Parent #3                             | Telefilm                                   |
| 1976      | Switch                          | Jeff Louden                                    | episodi ''Pirates of Tin Pan Alley''       |
| 1976      | The Blue Knight                 | Guss Fermin                                    | episodi ''Bull's Eye''                     |
| 1977      | Police Story                    | Pike Harriman                                  | episodi ''One of Our Cops Is Crazy''       |
| 1978      | Last of the Good Guys           | Officer George Talltree (no acreditat)         | Telefilm                                   |